# Гагарінський (район Москви)
Гагарінський район — район у Москві (Росія), розташований у Південно-Західному адміністративному окрузі. Району відповідає внутрішньоміське муніципальне утворення «Гагарінське». На місці району раніше розташовувалося село Семенівське.

## Характеристика району
Площа території району — 549,91 га. Площа житлового фонду району за даними на 2010 рік склала 2,0953 млн. м².